# Karl Egger
Karl Egger (ur. 10 lutego 1914, zm. 1 września 2003) – kanonik św. Augustyna, opat, filolog łaciński. Używał nazwiska w wersji niemieckiej (Karl Egger), włoskiej – Carlo Egger lub łacińskiej – Carolus Egger.

## Życiorys
Urodził się w Silz w okolicach Innsbrucku w Tyrolu lub, według innych źródeł, w Vipiteno. W wieku 12 lat napisał wiersz łaciński na cześć ówczesnego papieża Piusa XI, za który dostał osobiste podziękowanie z Watykanu. 28 sierpnia 1934 złożył pierwsze śluby u kanoników świętego Augustyna, a 28 listopada 1937 przyjął święcenia prezbiteratu. W tym samym roku uzyskał doktorat z teologii. Był między innymi prywatnym nauczycielem rodziny Pacelli (kuzynów Piusa XII). W czasie II Wojny Światowej dzięki znajomości języka niemieckiego był w stanie z sukcesem wynegocjować zwolnienie niektórych więźniów, w tym narodowości żydowskiej. Był profesorem języka łacińskiego na Uniwersytecie Laterańskim. Paweł VI mianował go ekspertem soboru watykańskiego II w dziedzinie języka łacińskiego. Był współpracownikiem Thesaurus Linguae Latinae. 11 czerwca 1958 otrzymał błogosławieństwo opackie. Dokonał odtworzenia kongregacji kanoników z Windesheim. W latach 1987–1993 był opatem prymasem Konfederacji Zakonu Kanoników Regularnych Świętego Augustyna. Założył klasztor kongregacji windesheimskiej w Paring (obecnie część  Langquaid w Bawarii). Zmarł w Paring lub według innych źródeł w Ratyzbonie.

## Działalność
Karl Egger postawił sobie za cel wzbogacanie języka łacińskiego o słowa odpowiadające współczesnemu językowi potocznemu i pojęciom współczesnej cywilizacji, co przełożyło się na liczne publikacje – słowniki i inne pomoce naukowe, pomagające w posługiwaniu się łaciną. Wyraża to tytuł jednej z jego książek: Omnia dici possunt Latine („Wszystko można powiedzieć po łacinie”). Był prezesem, a później prezesem honorowym poświęconej temu celowi Fundacji „Latinitas” (Opus Fundatum "Latinitas").

## Cytaty
- “Il latino della Chiesa riposa nelle sue mani.” [Łacina Kościoła spoczywa w twoich rękach.] (Jan Paweł II do Karla Eggera, 19 marca 1983)[1]
- “Ita enim obtinuit ut recentissimae Latini sermonis litterae haud exigua caperent incrementa et, quo amplius, veterum sermo cum novorum temporum indole componeretur.” [W ten sposób osiągnął, że najnowsza literatura łacińska wiele się powiększyła, a co więcej, język dawnych użytkowników stworzył harmonijną kompozycję z przymiotami nowych czasów.] (ze wspomnienia pośmiertnego Maura Pisini, 2015)[2]

## Publikacje
- Lexicon nominum virorum et mulierum (1957)
- Lexicon nominum locorum (1977) 
  - Supplementum (1985) ISBN 88-209-1459-X
- Diurnarius Latinus: Epitome actorum diurnorum in lingua Latina (1980)
- Lexicon recentis Latinitatis (1992, 1997, 2003) ISBN 978-88-2097-454-1
  - wersja łacińsko-niemiecka: Neues Latein Lexikon (1998)[5] ISBN 978-3-933070-01-2
- Roma aeterna: Praecipua urbis monumenta latine scientibus explanata (2000)